# 수크리티 카카르
수크리티 카카르(영어: Sukriti Kakar, 1995년 5월 8일~)는 뉴델리 출생 인도의 가수이다. 수크리티 카카르는 요요 허니 싱을 주인공으로 한 미트 브로스가 작곡한 영화 보스의 타이틀곡을 녹음한 후 유명해졌다. 그 이후로 수크리티 카카르는 카푸어 앤 선즈의 Kar Gayi Chull이라는 곡을 불러 큰 인기를 얻게 되었다.

## 미디어
2021년 3월, 수크리티 카카르는 쌍둥이인 프라크리티 카카르와 함께 Naari라는 곡으로 전 세계 빌보드 차트에서 2위를 차지하였다. 2021년 10월, 수크리티 카카르는 프라크리티 카카르와 함께 뉴욕의 타임스 스퀘어에서 공연하였다.